# Andrés Andreani
Andrés Andreani (n. 16 de septiembre de 1984, Buenos Aires) es un artista visual argentino, actor y realizador de cine.

## Primeros años
Demostrando intereses artísticos desde muy temprana edad, Andreani comenzó a tomar clases de actuación a la edad de 12 años. Estudió Artes en la Universidad de Buenos Aires y Artes Dramáticas en la Universidad Nacional de las Artes. Durante ese tiempo también completó seminarios sobre Dirección de Teatro, Dirección de arte y escritura de guiones. Participó en muchas obras teatrales de la escena teatral independiente de Buenos Aires y fue productor y director de cortometrajes y videos musicales.

## Carrera
NOVAK  fue su primera película. Fue estrenada en Buenos Aires en 2009 y desde entonces ha sido mostrada en numerosos festivales de cine de Argentina, Estados Unidos, España, México, Venezuela, Francia y Japón.
El filme ganó el premio 'Best International Comedy' en  The New York International Independent Film Festival in 2010. 
Durante 2010 y 2011 se mudó a Barcelona y luego a Nueva York donde completó su posproducción de su segunda característica ambiciosa, Longchamps, en donde coreografió a 27 actores y 8 camarógrafos para contar una historia a coro acerca del mundo siendo salvado por la música.
Mientras vivía en Nueva York empezó el rodaje de  Peter Bartok Jr., una historia absurad inspirada en el tercer concierto para piano de Béla Bartók, con la actuación de los actores argentinos  Martín Piroyansky y Norman Briski. 
En 2011, Andreani conoció al director húngaro Béla Tarr en The Berlin Film Festival y poco después viajó hasta Croacia para dirigir un cortometraje bajo la supervisión de Tarr. El corto, de 27 minutos, The State That I am Fish, se estrenó en The Split Film Festival y posteriormente en Paris en una retrospectiva sobre Béla Tarr en el  Centro Pompidou.
Luego se mudó a París, donde comenzó a crear vídeos para Lidewij Edelkoort, un reconocido profesional de la comunicación.  
En 2012 recibió el encargo de la organización neoyorquina Elastic City para producir una obra interactiva que supuso posteriormente la creación de su cortometraje  Les Amants du Pont Dieu, rodado en 12 tomas simultáneas a lo largo del Canal Saint-Martin de París.
Él también crea video instalaciones, como Nicole Kidman cries over Kubrick's death mostrado en 42RL, (París) y The weight of the artist mostrado en General Public, (Berlin).